# Coupe d'Algérie de football 1969-1970
 (août 2022).
Si vous disposez d'ouvrages ou d'articles de référence ou si vous connaissez des sites web de qualité traitant du thème abordé ici, merci de compléter l'article en donnant les références utiles à sa vérifiabilité et en les liant à la section « Notes et références ».
Navigation
Coupe d'Algérie
1968-1969 Coupe d'Algérie
1970-1971
La Coupe d'Algérie de football 1969-1970 voit le sacre du CR Belcourt, qui bat une nouvelle fois l'USM Alger en finale, pour un "remake" de la finale de l'édition 1969.
C'est la troisième Coupe d'Algérie remportée par le CR Belcourt et c'est la deuxième fois que l'USM Alger atteint la finale de cette compétition.
Le CR Belcourt conserve de cette manière son titre acquis en 1969.

## Soixante-quatrièmes de finale
Les matchs se sont joués le 29 novembre 1969. 
| Ligue de l'Ouest (LOFA Oran - 4e tour régional Ouest) |                         |                          |                                    |                                                                                         |                                       |                          |  |  |
| 1                                                     | MC Oran (D1)            | 5 - 1                    | SSEP Maghnia (D4)                  | Freha 2e 8e Mehdi 38e 50e Medjahed 53e                                                  | Stade d'Ain Temouchent                |                          |  |  |
| 2                                                     | RC Oran (D3)            | 1 - 1                    | ASM Oran (D2)                      | Match arrêté                                                                            | match rejouer au stade 19 juin d'oran |                          |  |  |
| 2                                                     | RC Oran (D3)            | 3 - 2                    | ASM Oran (D2)                      | Tamengo 28e Madani 62e Kamel dit Di Nallo 89e/ Larbi 43e Larbaoui 75e                   | match rejouer au stade 19 juin d'oran |                          |  |  |
| 3                                                     | CR Mazouna (D5)         | 0 - 2                    | USM Oran (D3)                      | Baghdad 14e Medjahed 76e                                                                | Stade Benslimane (Mostaganem)         |                          |  |  |
| 3                                                     | CR Mazouna (D5)         | 3 - 2                    | USM Oran (D3)                      | El Mezoued El Andaloussi (2 buts) / Mossa (2 buts dont 1 sur penalty)                   | Stade Benslimane (Mostaganem)         |                          |  |  |
| 4                                                     | ES Mostaganem (D2)      | 3 - 0                    | ZSA Témouchent (D4)                | Benabed 38e 78e Benameur 55e                                                            | Sade 19 juin 1965 (Oran)              |                          |  |  |
| 5                                                     | AS ONACO Bel-Abbès (D4) | 4 - 4 (Corners 1-7)      | WAF Mostaganem (D3)                | Feddeg 20e 65e Sikaoui 30e Bettahar 118e / Ramdani 14e 71e Benzouaoui 70e Aissaoui 117e | Sade 19 juin 1965 (Oran)              |                          |  |  |
| 6                                                     | CC Sig (D3)             | 2 - 1                    | WA Tlemcen (D2)                    | Gorine 13e 61e / Nava 88e                                                               | Stade Sidi Bel-Abbès                  |                          |  |  |
| 7                                                     | MC Saïda (D2)           | 2 - 0                    | IS Tighennif (D3)                  |                                                                                         | Stade Sidi Bel-Abbès                  |                          |  |  |
| 8                                                     | GC Mascara (D2)         | 9 - 0                    | Rail Club Oran (D5)                |                                                                                         | Stade de Sig                          |                          |  |  |
| 9                                                     | USM Bel-Abbès (D1)      | 4 - 0                    | OM Arzew (D4)                      |                                                                                         | Stade de Sig                          |                          |  |  |
| 10                                                    | La Marsa (D3)           | 0 - 0                    | JS Henaya (D?)                     | Match arrêté à la 38e minute sur le score de (0-0) en raison d'un terrain impraticable  | Stade d'Ain Temouchent                |                          |  |  |
| 10                                                    | La Marsa (D3)           | 2 - 0                    | JS Henaya (D4)                     | (Match rejoué) Medjahed 28e Abdelkader 60e                                              | Stade d'Ain Temouchent                |                          |  |  |
| 11                                                    | JSM Tiaret (D2)         | 6 - 0                    | FC Telagh (D4)                     | Tahar 10e 65e Amara Said 17e 40e 80e Benouali 68e                                       | Stade de Meflah Aoued, (Mascara)      |                          |  |  |
| 12                                                    | SA Mohammadia (D3)      | 2 - 1 a.p                | RC Relizane (D3)                   | Sebda 40e Serier 119e / Maatallah 2e                                                    | Stade de Mostaganem                   |                          |  |  |
| 13                                                    | ASPTT Oran (D4)         | 3 - 0                    | AS Zemoura (D4)                    |                                                                                         | Stade de Mohamadia                    |                          |  |  |
| 14                                                    | SCM Oran (D2)           | 5 - 0                    | WA Relizane (D4)                   |                                                                                         | Stade de Mohamadia                    |                          |  |  |
| 15                                                    | CO Senia (D4)           | 2 - 0                    | CS Sonitex Oran (D4)               |                                                                                         | Stade Mers El Kebir                   |                          |  |  |
| 16                                                    | Nadjah AC (Oran) (D3)   | 3 - 1                    | Tiaret FC (D4)                     |                                                                                         | Stade de Relizane                     |                          |  |  |
| 17                                                    | CAM Mostaganem (D3)     | 0 - 3                    | US Douanes Oran (D4)               | match retard                                                                            | Stade d'Arzew                         |                          |  |  |
| 18                                                    | EM Bel-Abbès (D3)       | 0 - 0 a.p (t.a.b 6 - 5)  | CS Béni-Saf (D4)                   |                                                                                         | Stade Hamam Bouhadjer                 |                          |  |  |
| 19                                                    | CS Sonatrach Oran (D4)  | 1 - 0                    | CR Temouchent (D2)                 | Hamida 21e                                                                              | Stade de Lourmel (El Amria)           |                          |  |  |
| 20                                                    | EM Oran (D3)            | 1 - 0                    | AS Casoran Oran (D4)               |                                                                                         | Stade Bouakeul (Oran)                 |                          |  |  |
| Ligue du Centre dimanche 30 novembre 1969             |                         |                          |                                    |                                                                                         |                                       |                          |  |  |
| 1                                                     | JS Kabylie              | 6 - 1                    | ASPTT Alger                        |                                                                                         | 30 novembre 1969; Stade des Issers    |                          |  |  |
| 2                                                     | JS El Biar              | 1 - 0                    | MC Alger                           | Bachta 1re (csc)                                                                        | Stade El-Annassers                    |                          |  |  |
| 3                                                     | El Asnam SO             | -                        |                                    |                                                                                         |                                       |                          |  |  |
| 4                                                     | O Médéa                 | 4 - 3                    | AS des Colis Postaux Alger (ASCPX) |                                                                                         |                                       |                          |  |  |
| 5                                                     | USM Blida               | -                        |                                    |                                                                                         |                                       |                          |  |  |
| 6                                                     | WO Rouiba               | -                        |                                    |                                                                                         |                                       |                          |  |  |
| 7                                                     | USM Maison-Carrée       | -                        |                                    |                                                                                         |                                       |                          |  |  |
| 8                                                     | RC Kouba                | -                        |                                    |                                                                                         |                                       |                          |  |  |
| 9                                                     | US Santé                | -                        |                                    |                                                                                         |                                       |                          |  |  |
| 10                                                    | Olympic SEMPAC Alger    | -                        |                                    |                                                                                         |                                       |                          |  |  |
| 11                                                    | WA Casoral Alger        | -                        |                                    |                                                                                         |                                       |                          |  |  |
| 12                                                    | OM Ruisseau             | -                        |                                    |                                                                                         |                                       |                          |  |  |
| 13                                                    | USM Justice (Alger)     | -                        |                                    |                                                                                         |                                       |                          |  |  |
| 14                                                    | ES Thenia               | -                        |                                    |                                                                                         |                                       |                          |  |  |
| 15                                                    | CR Bordj El Kiffan      | -                        |                                    |                                                                                         |                                       |                          |  |  |
| 16                                                    | WA Boufarik             | -                        |                                    |                                                                                         |                                       |                          |  |  |
| 17                                                    | AS ONACO d'Alger        | -                        |                                    |                                                                                         |                                       |                          |  |  |
| 18                                                    | NA Hussein Dey          | -                        |                                    |                                                                                         |                                       |                          |  |  |
| 19                                                    | MS Cherchell            | -                        |                                    |                                                                                         |                                       |                          |  |  |
| 20                                                    | JSM Bejaia              | -                        |                                    |                                                                                         |                                       |                          |  |  |
| Ligue de l'Est                                        |                         |                          |                                    |                                                                                         |                                       |                          |  |  |
| 1                                                     | USM Khenchela           | -                        |                                    |                                                                                         |                                       |                          |  |  |
| 2                                                     | MO Constantine          | -                        |                                    |                                                                                         |                                       |                          |  |  |
| 3                                                     | USM Annaba              | -                        |                                    |                                                                                         |                                       |                          |  |  |
| 4                                                     | JS Djijel               | -                        |                                    |                                                                                         |                                       |                          |  |  |
| 5                                                     | JSM Skikda              | -                        |                                    |                                                                                         |                                       |                          |  |  |
| 6                                                     | CS Constantine          | -                        |                                    |                                                                                         |                                       |                          |  |  |
| 7                                                     | MSP Batna               | -                        |                                    |                                                                                         |                                       |                          |  |  |
| 8                                                     | ES Guelma               | -                        |                                    |                                                                                         |                                       |                          |  |  |
| 9                                                     | AS Aïn M'lila           | -                        |                                    |                                                                                         |                                       |                          |  |  |
| 10                                                    | SA Sétif                | -                        |                                    |                                                                                         |                                       |                          |  |  |
| 11                                                    | AS Mairie Annaba        | -                        |                                    |                                                                                         |                                       |                          |  |  |
| 12                                                    | ES Sétif                | -                        |                                    |                                                                                         |                                       |                          |  |  |
| 13                                                    | Red Star Annaba         | -                        |                                    |                                                                                         |                                       |                          |  |  |
| 14                                                    | MC El Eulma             | -                        |                                    |                                                                                         |                                       |                          |  |  |
| 15                                                    | WJ Skikda               | -                        |                                    |                                                                                         |                                       |                          |  |  |
| 16                                                    | MO Bejaïa               | -                        |                                    |                                                                                         |                                       |                          |  |  |
| 17                                                    | HB Chelghoum Laïd       | -                        |                                    |                                                                                         |                                       |                          |  |  |
| 18                                                    | CA Bordj Bou Arreridj   | -                        |                                    |                                                                                         |                                       |                          |  |  |
| 19                                                    | US Sedrata              | -                        |                                    |                                                                                         |                                       |                          |  |  |
| 20                                                    | ASPTT Constantine       | -                        |                                    |                                                                                         |                                       |                          |  |  |
|                                                       |                         |                          |                                    |                                                                                         |                                       |                          |  |  |
| 31                                                    | CR Belcourt             | Exempt (tenant du titre) | Exempt (tenant du titre)           | Exempt (tenant du titre)                                                                | Exempt (tenant du titre)              | Exempt (tenant du titre) |  |  |
| 32                                                    | USM Alger               | Exempt (finaliste)       | Exempt (finaliste)                 | Exempt (finaliste)                                                                      | Exempt (finaliste)                    | Exempt (finaliste)       |  |  |

## Trente-deuxièmes de finale
Les matchs des trente-deuxièmes de finale se sont joués le 21 décembre 1969. 
| Ligue du Centre                                                        |                     |                             |                          |                                                              |                                                     |                          |  |  |
| 1                                                                      | JS Kabylie          | 3 - 1                       | El Asnam SO              |                                                              | 21 décembre 1969; Stade des frères Brakni Blida     |                          |  |  |
| 2                                                                      | US Santé (Alger)    | 2 - 0                       | O Médéa                  |                                                              |                                                     |                          |  |  |
| 3                                                                      | USM Blida           | 3 - 2                       | ES Thénia                |                                                              |                                                     |                          |  |  |
| 4                                                                      | WO Rouiba           | 2 - 1                       | CR Bordj El Kiffan       |                                                              |                                                     |                          |  |  |
| 5                                                                      | USM Maison-Carrée   | 3 - 3                       | WA Boufarik              |                                                              |                                                     |                          |  |  |
| 6                                                                      | RC Kouba            | 2 - 0                       | AS ONACO Alger           |                                                              |                                                     |                          |  |  |
| 7                                                                      | NA Hussein Dey      | 1 - 1                       | JS El Biar               |                                                              |                                                     |                          |  |  |
| 8                                                                      | MS Cherchell        | 1 - 1                       | Olympic Sempac Alger     |                                                              |                                                     |                          |  |  |
| 9                                                                      | WA Casoral Alger    | 3 - 0                       | JSM Bejaïa               |                                                              |                                                     |                          |  |  |
| 10                                                                     | USM Justice (Alger) | 1 - 2                       | OM Ruisseau              |                                                              |                                                     |                          |  |  |
| ligue de l'Ouest (LOFA Oran - 5e tour régional Ouest) 21 décembre 1969 |                     |                             |                          |                                                              |                                                     |                          |  |  |
| 1                                                                      | SCM Oran            | 3 - 2                       | RC Oran                  | Aoued 18e Ali Cherif 38e Kefaiti 73e / Kamel 82e Tamengo 88e | stade 19 juin 1965 Oran                             |                          |  |  |
| 2                                                                      | USM Oran            | 2 - 1 a.p                   | CS Sonatrach Oran        | Baghdad 60e 119e / Chaib 17e                                 | stade 19 juin 1965 Oran                             |                          |  |  |
| 3                                                                      | La Marsa            | 0 - 0 a.p (aux corners 7-4) | CC Sig                   | /                                                            | Stade Bouakeul Oran                                 |                          |  |  |
| 4                                                                      | EM Oran             | 1 - 1 a.p (aux corners 4-2) | Nadjah AC (Oran)         | Radaoui 23e / Serradj 25e                                    | Stade Bouakeul Oran                                 |                          |  |  |
| 5                                                                      | MC Saida            | 0 - 0 ap (aux corners 8-5)  | US Douanes (Oran)        | /                                                            | Stade Amarouche Bel-Abbès                           |                          |  |  |
| 6                                                                      | MC Oran             | 2 - 1                       | SA Mohammadia            | Nehari 14e Freha 72e / Serier 12e                            | Stade Amarouche Bel-Abbes                           |                          |  |  |
| 7                                                                      | ES Mostaganem       | 2 - 1                       | WAF Mostaganem           | Zidane 3e 42e / Benzaoui 72e                                 | Stade Benslimane Mostaganem                         |                          |  |  |
| 8                                                                      | GC Mascara          | 5 - 1                       | ASPTT Oran               | Belkedrouci 7e 12e 75e Boutaleb 55e Henkouche 85e /Said 10e  | Stade Communal de Mohammadia                        |                          |  |  |
| 9                                                                      | JSM Tiaret          | 4 - 0                       | EM Bel-Abbés             | Tahar 11e 67e Banus (2) 55e Benmessaoud 85e                  | Stade Communal de Relizane                          |                          |  |  |
| 10                                                                     | USM Bel-Abbes       | 3 - 0                       | CO Senia                 | Maggi 30e 44e Amar 35e                                       | Stade Communal de Ain Témouchent                    |                          |  |  |
| Ligue de l'Est                                                         |                     |                             |                          |                                                              |                                                     |                          |  |  |
| 1                                                                      | USM Khenchela       | 5 - 2                       | AS Mairie Annaba         |                                                              |                                                     |                          |  |  |
| 2                                                                      | MO Constantine      | 2 - 1                       | Red Star Annaba          |                                                              |                                                     |                          |  |  |
| 3                                                                      | USM Annaba          | 1 - 1 a.p (aux corners 6-4) | ES Sétif                 |                                                              |                                                     |                          |  |  |
| 4                                                                      | JS Djijel           | 4 - 0                       | MC El Eulma              | Rida 8'-boubzari 65' s.p -chabou 79'-83'                     | Stade Salah benallouache (Bejaia)/ arbitre M.Mezahi |                          |  |  |
| 5                                                                      | JSM Skikda          | 5 - 1                       | WJ Skikda                |                                                              |                                                     |                          |  |  |
| 6                                                                      | CS Constantine      | 2 - 1                       | MO Bejaïa                |                                                              |                                                     |                          |  |  |
| 7                                                                      | MSP Batna           | 2 - 1                       | HB Chelghoum Laïd        |                                                              |                                                     |                          |  |  |
| 8                                                                      | ES Guelma           | 5 - 1                       | CA Bordj Bou Arreridj    |                                                              |                                                     |                          |  |  |
| 9                                                                      | AS Aïn M'lila       | 4 - 3                       | US Sedrata               |                                                              |                                                     |                          |  |  |
| 10                                                                     | ASPTT Constantine   | 2 - 1                       | SA Sétif                 |                                                              |                                                     |                          |  |  |
|                                                                        |                     |                             |                          |                                                              |                                                     |                          |  |  |
| 31                                                                     | CR Belcourt         | Exempt (tenant du titre)    | Exempt (tenant du titre) | Exempt (tenant du titre)                                     | Exempt (tenant du titre)                            | Exempt (tenant du titre) |  |  |
| 32                                                                     | USM Alger           | Exempt (finaliste)          | Exempt (finaliste)       | Exempt (finaliste)                                           | Exempt (finaliste)                                  | Exempt (finaliste)       |  |  |

## Seizièmes de finale ( 1er tour national )
Les matchs des seizièmes de finale se sont joués les 11 et 18 janvier 1970
| #  | Date            | Club 1            | Résultat              | Club 2               | Buteurs | Stade                            |
| -- | --------------- | ----------------- | --------------------- | -------------------- | --- | -------------------------------- |
| 1  | 11 janvier 1970 | GC Mascara        | 2 - 1                 | MC Saïda             | Belkedrouci 10e Henkouche 68e / Hamidat 14e                                                                               | Stade 19 juin (Oran)             |
| 2  | 11 janvier 1970 | ASPTT Constantine | 0 - 2                 | US Santé (Alger)     | ... ... | Stade de Bejaïa                  |
| 3  | 11 janvier 1970 | MSP Batna         | 2 - 1 a.p             | WO Rouiba            | ... Melaksou 110e / ...                                                                                                   | Stade de Constantine             |
| 4  | 11 janvier 1970 | JSM Skikda        | 1 - 2 a.p             | USM Bel-Abbes        | Draoui Aissa 41e / Mahmoud 6e Maggi 102e                                                                                  | Stade des Annassers (Alger)      |
| 5  | 11 janvier 1970 | JSM Tiaret        | 1 - 0                 | USM Maison-Carrée    | Banus II 33e | Stade 19 juin 1965 (Oran)        |
| 6  | 11 janvier 1970 | SS La Marsa       | 1 - 0                 | EM Oran              | Khaldi 50e | Stade des frères Zerga (Tlemcen) |
| 7  | 11 janvier 1970 | MO Constantine    | 1 - 3                 | USM Annaba           | ... / Aouis , ... | Stade de Skikda                  |
| 8  | 11 janvier 1970 | ES Mostaganem     | 1 - 0                 | Olympic SEMPAC Alger | ... | Stade d'El Asnam (Chlef)         |
| 9  | 11 janvier 1970 | USM Blida         | 1 - 2                 | JS Kabylie           | Selmi 25e / Kouffi 5e 47e                                                                                                 | Stade Bologhine (Alger)          |
| 10 | 18 janvier 1970 | USM Khenchela     | 0 - 5                 | CR Belcourt          | ... ... | Stade d'Annaba                   |
| 11 | 18 janvier 1970 | MC Oran           | 2 - 3                 | JS Djijel            | Freha 79e Meguenine 88e (pen.) / Benmerzouk 44e 59e Chabour 62e                                                           | Stade des Annassers (Alger)      |
| 12 | 18 janvier 1970 | USM Alger         | 4 - 0                 | AS Ain M'lila        | ... ... | Stade de Tizi-Ouzou              |
| 13 | 18 janvier 1970 | USM Oran          | 1 - 0 (CCSK qualifié) | CSS Kouba            | Baghdad 21e · CSS Kouba qualifié sur tapis vert à la suite des réserves contre la participation du joueur oranais (Loumi) | Stade Benslimane (Mostaganem)    |
| 14 | 18 janvier 1970 | CS Constantine    | 1 - 1 a.p (corners)   | OM Ruisseau          | ... / ... | Stade Mohamed Guessab (Sétif)    |
| 15 | 18 janvier 1970 | ES Guelma         | 3 - 1                 | NA Hussein Dey       | ... ... / ... | Stade de Constantine             |
| 16 | 18 janvier 1970 | WA Casoral Alger  | 3 - 2                 | SCM Oran             | Berrahal (1) 33e Rezzoug 61e Leroui ... 78e / Hannache 58e Ababou 80e                                                     | Stade d'El Asnam                 |

## Huitièmes de finale
Les matchs des huitièmes de finale se sont joués le 22 février 1970
| # | Date            | Club 1         | Résultat | Club 2           | Buteurs                                                       | Stade                        |
| - | --------------- | -------------- | -------- | ---------------- | ------------------------------------------------------------- | ---------------------------- |
| 1 | 22 février 1970 | CR Belcourt    | 4 - 1    | WA Casoral Alger | Boudjnoun 6e Lalmas 51e 68e 82e / ... 50e                     | Stade Bologhine              |
| 2 | 22 février 1970 | USM Annaba     | 0 - 4    | USM Alger        | Meziani 34e 35e, Aissaoui 49e, Attoui 65e                     | Constantine                  |
| 3 | 22 février 1970 | MSP Batna      | 2 - 3    | JS Kabylie       | Azzouz II 68e, Fritah 73e (pen.) / Koufi 15e 48e, Derridj 79e | Stade Colonel Chabou, Annaba |
| 4 | 22 février 1970 | CS Constantine | 2 - 3    | CSS Kouba        | ... , ... / Amirouche 10e ?, Bourahla                         | Stade Colonel Chabou, Annaba |
| 5 | 22 février 1970 | JSM Tiaret     | 1 - 0    | SS La Marsa      | Zitouni 89e                                                   | Stade Benslimane, Mostaganem |
| 6 | 22 février 1970 | GC Mascara     | 0 - 2    | ES Mostaganem    | Zidane Charef 47e Benmakhlouf 89e                             | stade 19 juin Oran           |
| 7 | 22 février 1970 | ES Guelma      | 1 - 0    | USM Bel-Abbès    | 35e csc (Tir de Chekatti devié par un defenseur Belabesien)   | stade des Anassers (Alger)   |
| 8 | 22 février 1970 | JS Djijel      | 0 - 1    | US Santé(*)      |                                                               | stade de Tizi-Ouzou          |

(*) IR Saha Alger.

## Quarts de finale
Les matchs de quarts de finale se sont joués en aller (24 mai 1970  et retour. (30 et 31 mai 1970). 
| Date        | Club               | Score                 | Club               | Buteurs                              | Lieu                              |
| ----------- | ------------------ | --------------------- | ------------------ | ------------------------------------ | --------------------------------- |
| 24 mai 1970 | ES Guelma (d1)     | 1 - 3                 | CR Belcourt (d1)   | But inscrit                          | Stade Benabdelmalek (Constantine) |
| 31 mai 1970 | CR Belcourt (d1)   | 4 - 1                 | ES Guelma (d1)     | But inscrit                          | Stade El Annassers (Alger)        |
| 24 mai 1970 | USM Alger (d1)     | 2 - 2                 | JS Kabylie (d1)    | But inscrit                          | Stade Bologhine (Alger)           |
| 30 mai 1970 | JS Kabylie (d1)    | 1 - 3                 | USM Alger (d1)     | But inscrit                          | Stade El Annassers (Alger)        |
| 24 mai 1970 | ES Mostaganem (d1) | 1 - 2                 | JSM Tiaret (d1)    | Benameur 25e/Souidi 31e, Fernane 89e | Stade 19 juin 1965 (Oran)         |
| 31 mai 1970 | JSM Tiaret (d1)    | 0 - 1 a.p (t.a.b 1-2) | ES Mostaganem (d2) | Benmekhlouf 89e                      | Stade 19 juin 1965 (Oran)         |
| 24 mai 1970 | CSS Kouba (d1)     | 0 - 0                 | US Santé (d2)      | But inscrit                          | Stade El Annassers (Alger)        |
| 31 mai 1970 | US Santé (d2)      | 0 - 1                 | CSS Kouba (d1)     | But inscrit                          | Stade Bologhine (Alger)           |

## Demi-finales
| club               | Aller | Buteurs     | Club           | Dates et lieu                                      | Retour | Date et lieu                                        |
| ------------------ | ----- | ----------- | -------------- | -------------------------------------------------- | ------ | --------------------------------------------------- |
| CR Belcourt (D1)   | 5 - 2 |             | CCS Kouba (D1) | Dimanche 7 juin 1970 au Stade des Anassers (Alger) | 1 - 2  | Dimanche 14 juin 1970 à Bologhine (Alger)           |
| ES Mostaganem (D2) | 0 - 1 | Meziani 28e | USM Alger (D1) | Dimanche 7 juin 1970 au stade 19 juin (Oran)       | 0 - 0  | Dimanche 14 juin 1970 au Stade des Anassers (Alger) |

## Finale
La finale oppose le CR Belcourt à l'USM Alger :
| Entraîneur :  |
| Hacène Lalmas |

| Entraîneur :   |
| Hamid Belamine |

| Entraîneur :  |
| Hacène Lalmas |

| Entraîneur :   |
| Hamid Belamine |

| Entraîneur :  |
| Hacène Lalmas |

| Entraîneur :   |
| Hamid Belamine |

| Entraîneur :  |
| Hacène Lalmas |

| Entraîneur :   |
| Hamid Belamine |

|  |  |  |  |